# Emanuel Diaconescu
Emanuel Diaconescu (n. 7 februarie 1944, Buru, Cluj – d. 8 iulie 2011, Suceava) a fost un profesor român, membru corespondent al Academiei Române.
Născut la 7 februarie 1944 în localitatea Buru din județul Cluj, Emanuel Diaconescu a absolvit Institutul Politehnic din Iași în 1966, Facultatea de Mecanică, începând la aceeași instituție de învățământ superior o carieră academică strălucită și exemplară, avându-l ca mentor pe unul din fondatorii tribologiei românești, Prof.univ.dr.doc.ing. Niculai Popinceanu. În 1975 devine Doctor (PhD), specialitatea Lubrificație, la Universitatea din Londra, titlu echivalat cu cel de Doctor Inginer în România și obține, în același an, Diploma în Inginerie Mecanică a Colegiului Imperial din Londra. A fost șef de lucrări la Institutul Politehnic din Iași în perioada 1972-1976.
În 1976, la Institutul de Învățământ Superior din Suceava a luat ființă învățământul tehnic la care Profesorul Emanuel Diaconescu a contribuit decisiv și din care s-au format toate facultățile de profil tehnic de astăzi. A fost, pe rând, șef de catedră și apoi decan, din 1976 până în 1990. La Suceava desfășoară o carieră didactică și științifică strălucită (în 1977 devine conferențiar iar în 1981 obține titlul de profesor universitar), care avea să fie încununată în 1990 când devine Membru corespondent al Academiei Române. După înființarea Universității „Ștefan cel Mare” în anul 1990, urmează o perioadă de mari transformări, inițiind ca rector dezvoltarea unei serii de noi facultăți. Din 2004 a fost prorectorul universității. În toată această perioadă a fost mentorul Catedrei de Mecanică Aplicată, dobândind o binemeritată recunoaștere și apreciere națională și internațională în domeniul Tribologiei. Remarcabilele rezultate obținute de Profesorul Emanuel Diaconescu împreună cu colectivul pe care l-a creat și coordonat au adus un aport esențial la dezvoltarea cercetării teoretice și experimentale din Universitatea suceveană.
Profesorul Emanuel Diaconescu și-a lăsat o puternică amprentă asupra dezvoltării Facultății de Inginerie Mecanică din Suceava, atât prin spiritul insuflat cadrelor didactice și doctoranzilor, prin exemplul personal de efort continuu dus până la limita sacrificiului - lăsând în urmă o moștenire remarcabilă concretizată prin sute de articole științifice cât și prin îmbogățirea patrimoniului de cercetare.
Adevărat formator de școală, Emanuel Diaconescu, întemeietor al școlii doctorale sucevene în Inginerie Mecanică, rămâne un reper pentru zeci de generații de studenți, ingineri, dascăli și doctori ale căror destine le-a marcat.
Ca recunoaștere a meritelor în domeniul Tribologiei și Mecanicii Contactului, a fost ales să conducă destinele Asociației Române de Tribologie în perioada 1993 – 2010. Filiala din Suceava a Asociației Române de Tribologie îi datorează în covârșitoare măsură statutul său actual.
La fel de valoroasă rămâne formarea a zeci de generații de ingineri mecanici și cercetători științifici care vor duce mai departe tradiția și prestigiul școlii sucevene de Inginerie Mecanică.
Renumit om de știință și profesor, a fost apreciat, respectat și admirat de studenți, cadre didactice și de întreg mediul academic românesc și mondial, Profesorului Emanuel Diaconescu i s-a acordat în 2004, de către Președinția României, Ordinul Național Serviciul Credincios în grad de Cavaler. A fost membru corespondent, în perioada 1989-1997 și, din 2004, membru plin al Consiliului Internațional de Tribologie, membru al Comitetului Internațional ASME de Mecanica Contactului, din 2003, membru al Comitetului Internațional ASME de Nanotribologie și Micro/Nano sisteme, Vicepreședinte (1987-2004) și Președinte al Asociației Române de Tribologie, Președinte al Comisiei de Tribologie a Academiei Române (din 1993).
Tot timpul demn, Profesorul Emanuel Diaconescu a reușit să câștige prețuirea și respectul tuturor celor din jur care i-au cunoscut și perceput personalitatea proeminentă, plină de înțelepciune.